# Fortress – 33 emelet mélyen a pokolban
A Fortress – 33 emelet mélyen a pokolban (eredeti cím: Fortress ) egy 1992-es  sci-fi akciófilm, amelyet Stuart Gordon rendezett. A főszerepben Christopher Lambert és Loryn Locklin látható.

## Cselekmény
|  | Alább a cselekmény részletei következnek! |

2017-ben az Egyesült Államok katonai diktatúrája elöl menekülve John Henry Brennick volt katonatiszt és felesége, Karen megpróbálnak átjutni a kanadai-amerikai határon a Kanadai Szovjet Szocialista Köztársaságban található Vancouver szabad városába, hogy megszüljék második gyermeküket. A szigorú egygyermekes politika tiltja a második terhességet, ezért Karen mágneses mellényt visel, hogy terhességét elrejtse a biztonsági szkennerek elől. Egy őr azonban észreveszi a mellényt, és riasztja társait. A párt letartóztatják, bár John Brennick azt gondolja, hogy a feleségének sikerült átjutni a határon.
Brennicket elfogják, és harmincegy évre ítélik az Erődbe, a Men-Tel Corporation által működtetett maximálisan biztonságos börtönbe. A foglyokat rabszolgamunkára használják, hogy a börtön-ipari komplexum részeként tovább bővítsék az börtönt. A rabokba úgynevezett "bélbeültetőket" helyeztek be, amelyek súlyos fájdalmat vagy halált okoznak a fizikai kontroll és a mentális kondicionálás érdekében. Poe börtönigazgató a felelős a Zed-10 számítógépért, ami a napi tevékenységeket felügyeli. A börtön a sivatagban, a föld alatt található, egy gödörben, amelyen csak egy behúzható hídon lehet átkelni. A túlzsúfolt cellákat lézerrácsok biztosítják.
Poe, aki szerelmes lesz Karenbe, azt mondja neki, hogy ha vele él, akkor kiengedi Johnt az memóriatörlő kamrából, ahová bezáratta. A lány elfogadja. Poe-ról kiderül, hogy kiborg. Négy hónappal később, a terhes Karen, a Poe kabinjában lévő börtönkomputerhez való hozzáférését használja fel arra, hogy férjét kiszabadítsa. Ellop egy holografikus térképet, és odaadja Abrahamnak, hogy adja át Johnnak. D-Day egy mágnes segítségével kiszedi Maddox belébe helyezett szerkezetet, és a többiekből is eltávolítják. 
Az eltávolított szerkezetet, amit szökés esetén távirányítással felrobbantanának, egy légcsatornába helyezik a rabok és verekedést színlelnek, aminek hatására Zed-10 felrobbantja a belekből kivett szerkezeteket és a rabok elindulnak a csatornába. Poe a csatornát gőzzel árasztja el, és aktiválja az úgynevezett "harciklónokat", amik lángszórókkal és gépfegyverekkel felfegyverzett, hálózatba kapcsolt kiborgok. Stiggs-et agyonlövik, de a csoport többi tagja elfoglal egy harciklónt, és annak fegyverzetével elpusztítják a többi ellenséges kiborgot.
Karen megtudja, hogy a gyermekét, mint minden Men-Tel tulajdonában lévő babát, császármetszéssel kiveszik és kiborggá alakítják. Poe megfojtja Abrahamot. 
John társai egy lövegtornyot liftként használnak és eljutnak Zed irányítótermébe. John túszul ejti Poe-t, és megparancsolja neki, hogy engedje el Karent. Poe kiadja a parancsot, de Zed visszautasítja, mondván, hogy a Men-Tel nem tárgyal túszejtés közben. Egy lövegtorony megöli Poe-t. A D-Day feltöri a Zedet, és aktivál egy vírust, ami teljes rendszerösszeomlást okoz, ami miatt minden automatizált biztonsági rendszer leáll, és a foglyok megszökhetnek. John és Gomez megmentik Karent, ellopnak egy teherautót, és Mexikóba menekülnek. Miután elérték Mexikót, Brennick, a felesége és Gomez egy pajtában kötnek ki, ahol a nő vajúdni kezd. Gomez kimegy a teherautóhoz, hogy hozzon egy takarót a hamarosan érkező babának. Zed-10-nek sikerül távkapcsolatot létesítenie a teherautóval, felülírva annak belső vezérlését. A teherautó hirtelen életre kel, és elgázolja Gomezt, megölve őt. Brennick addig lövöldözik a teherautóra a egy géppisztollyal, amíg az meg nem áll, majd felgyújtja egy lángszóróval. A teherautó egy pajtába csapódik, és felrobban. Brennick bemászik az égő romok közé, ahol a felesége egy régi traktornak támaszkodva ül, és az újszülött gyermekét szorongatja.
|  | Itt a vége a cselekmény részletezésének! |

## Szereplők
| Szerep                 | Színész              | Magyar hang        |
| ---------------------- | -------------------- | ------------------ |
| John Henry Brennick    | Christopher Lambert  | Szakácsi Sándor    |
| Poe börtönigazgató     | Kurtwood Smith       | Sinkó László       |
| Karen B. Brennick      | Loryn Locklin        | Csere Ágnes        |
| Nino Gomez             | Clifton Collins Jr.  | Lippai László      |
| Abraham                | Lincoln Kilpatrick   | Dengyel Iván       |
| Doki                   | Jeffrey Combs        | Schnell Ádám       |
| Stiggs, Maddox haverja | Tom Towles           | Ujlaki Dénes       |
| Maddox                 | Vernon Wells         | Both András        |
| Z-10 (hangja)          | Carolyn Purdy-Gordon | Menszátor Magdolna |

## Forgatás
A forgatás az ausztráliai Queenslandben zajlott 1991. október 20-tól, 1991. decemberéig. 

## Kritikai fogadtatás
A Fortress – 33 emelet mélyen a pokolban a kritikusokat megosztotta. A Rotten Tomatoes kritika-gyűjtő oldalon tizenhat kritikusból hat pozitívan, tíz negatívan értékelte a filmet.

## Bevétel
Nemzetközi szinten összesen 40 millió dolláros bevételt hozott, ami ahhoz képest, hogy 12 000 000 dolláros költségvetésből forgatták, nyereséges film lett. 
Bemutató hétvégéjén csupán a hatodik helyen végzett az észak-amerikai mozikban, megelőzték az ötödik hete műsoron lévő Szökevény, a második hete műsoron lévő Az arc nélküli ember, a harmadik hete műsoron lévő Tökéletes célpont, a tizenharmadik hete műsoron lévő Jurassic Park és a második hete műsoron lévő Hasznos holmik című filmek. 

## Folytatás
A filmnek Fortress 2.: Pokoli űr (eredeti címén: Fortress 2: Re-Entry) címen 2000-ben készült folytatása, amit Geoff Murphy rendezett és az Egyesült Államokban és Magyarországon is csak videóforgalmazásban jelent meg. 

## Fordítás
- Ez a szócikk részben vagy egészben  a   Fortress (1992 film) című angol Wikipédia-szócikk fordításán alapul.  Az eredeti cikk szerkesztőit annak laptörténete sorolja fel. Ez a jelzés csupán a megfogalmazás eredetét és a szerzői jogokat jelzi, nem szolgál a cikkben szereplő információk forrásmegjelöléseként.